# Musculus obliquus capitis superior

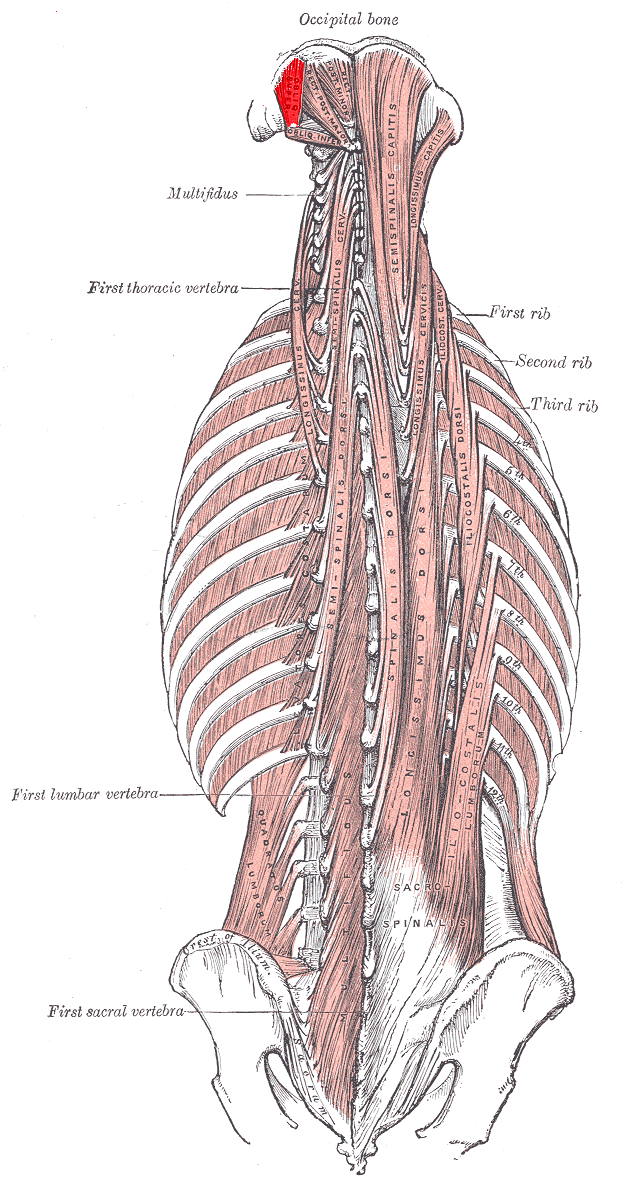
A hát izmai (a tarkónál vörössel jelölt apró izom a obliquus capitis superior)

A musculus obliquus capitis superior egy apró izom az ember tarkójánál.

## Eredés, tapadás, elhelyezkedés
A massa lateralis atlantisról ered. A linea nuchalis inferior részéről tapad.

## Funkció
Kifelé forgatja az articulatio atlantooccipitalist.

## Beidegzés
A nervus suboccipitalis idegzi be.

## Külső hivatkozások
- Kép, leírás
- Kép